# Vollenhovia rufipes
Vollenhovia rufipes är en myrart som beskrevs av Horace Donisthorpe 1949. Vollenhovia rufipes ingår i släktet Vollenhovia och familjen myror. Inga underarter finns listade i Catalogue of Life.

## Bildgalleri

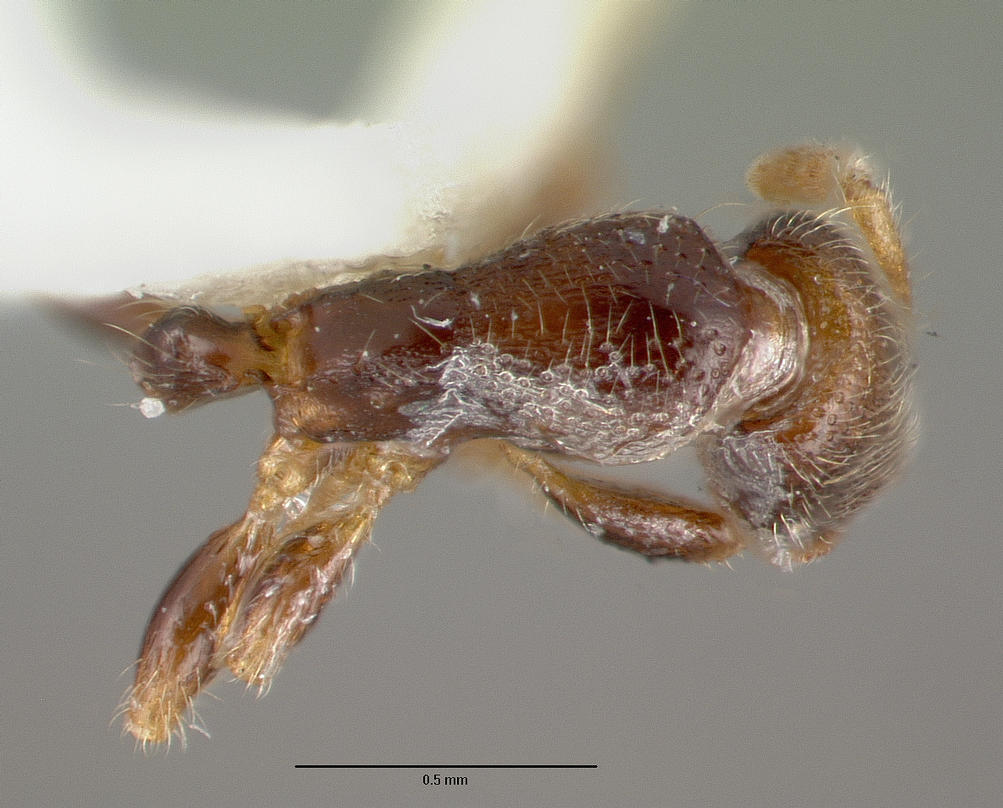
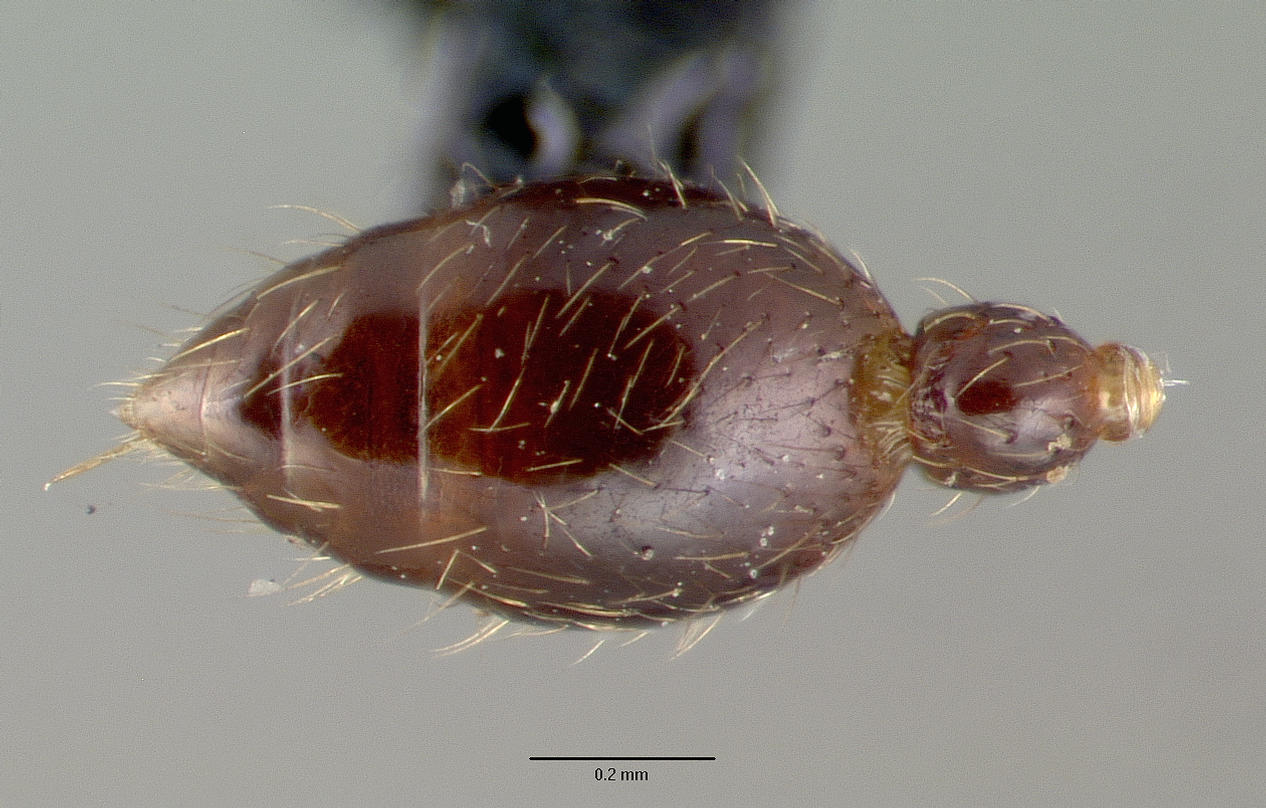
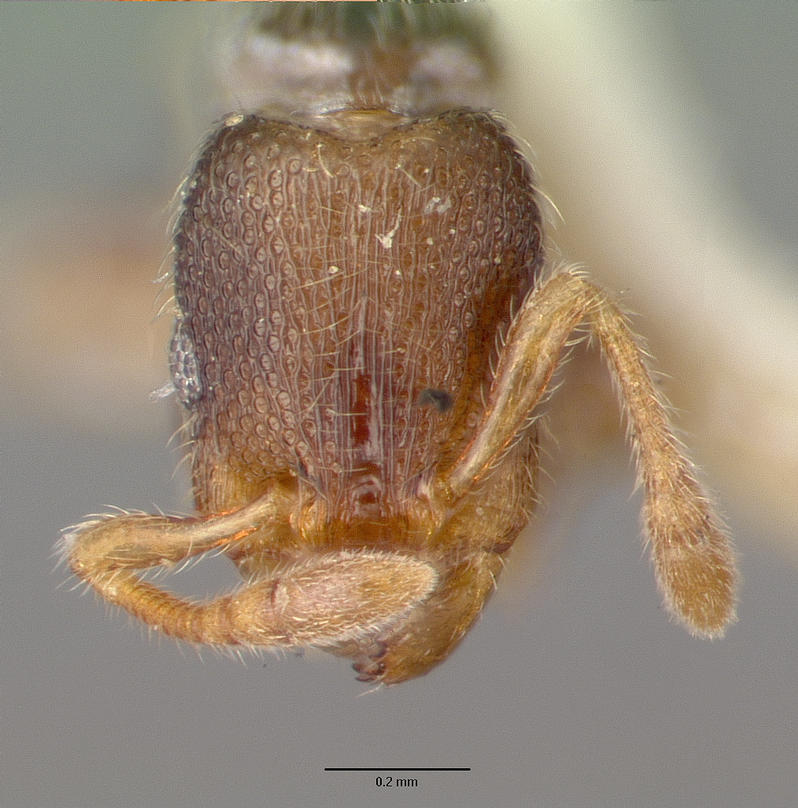
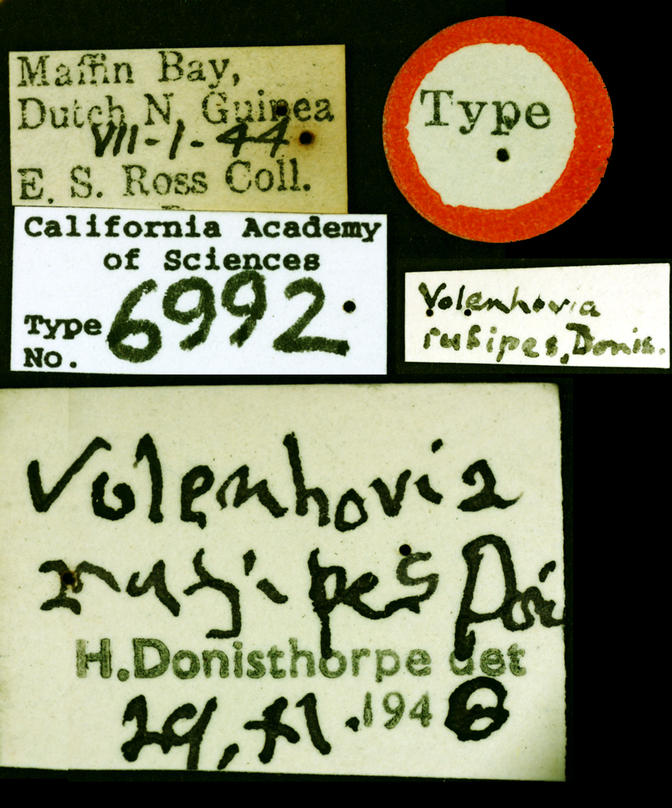
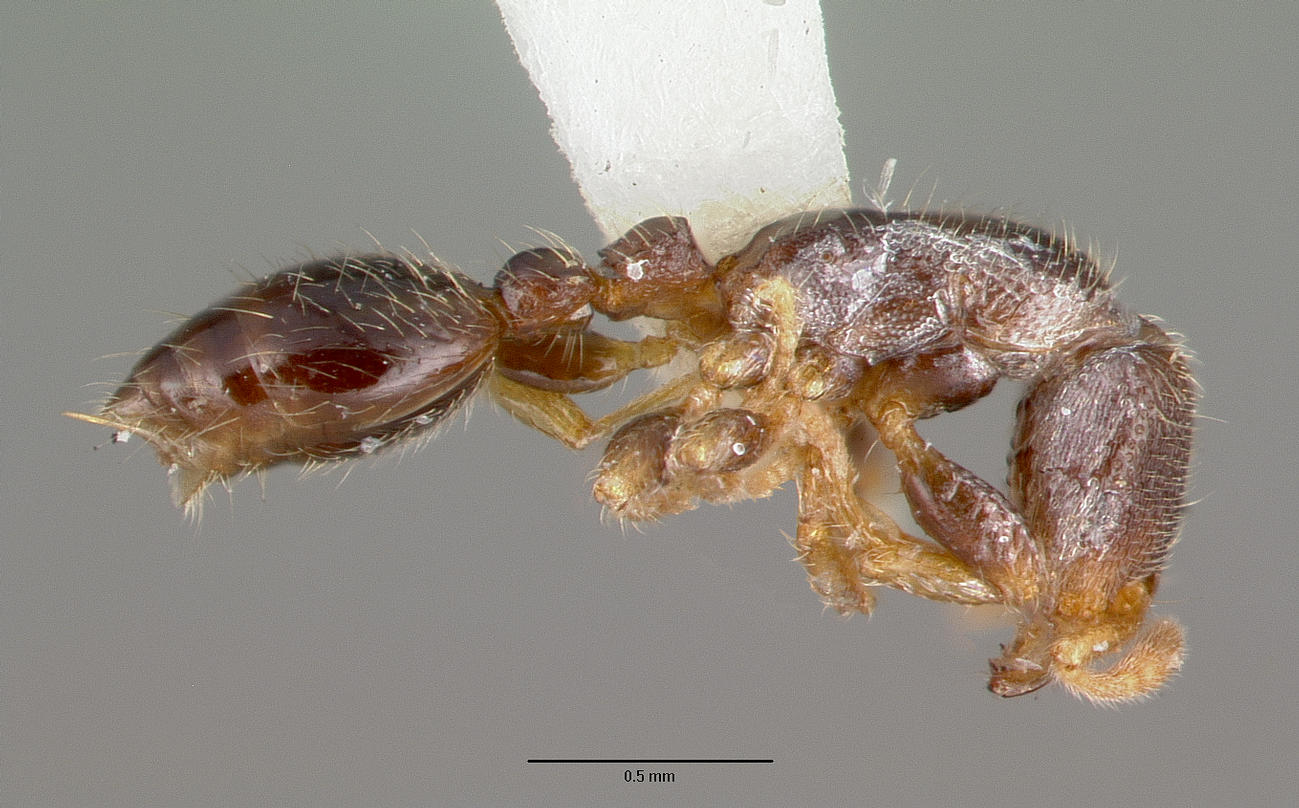